# The Dark Side of the Moon
The Dark Side of the Moon is een album van de Britse muziekgroep Pink Floyd. Het verscheen op 24 maart 1973 en betekende Pink Floyds doorbraak bij het grote publiek. Bassist Roger Waters componeerde de meeste nummers en nam vanaf dat moment de leidende rol binnen de groep op zich. Het album is tot op heden het op een na best verkochte studioalbum aller tijden. De verkoopcijfers liggen tussen 50 en 70 miljoen verkochte exemplaren.

## Opnames
De eerste opnamen voor The Dark Side of the Moon begonnen in juni 1972 in de Abbey Road Studios (waar onder andere The Beatles opnamen, toen nog EMI Studios) in Londen. Als producer was Alan Parsons ingehuurd.

## Concept
Het album, dat oorspronkelijk Eclipse: A Piece for Assorted Lunatics zou heten, is een conceptalbum. De nummers lopen in elkaar over en horen bij elkaar. De onderwerpen van de teksten zijn de meer moeilijke kanten van het leven: tijd, geld, oorlog, dood, e.d.

## Dialoog
Verspreid over het hele album staan fragmenten van gesprekken. Pink Floyd interviewde verscheidene mensen (onder anderen Paul McCartney, wiens antwoorden echter niet zijn gebruikt) en vroeg hen naar meningen over de onderwerpen die op het album ter sprake komen.

## Hoes

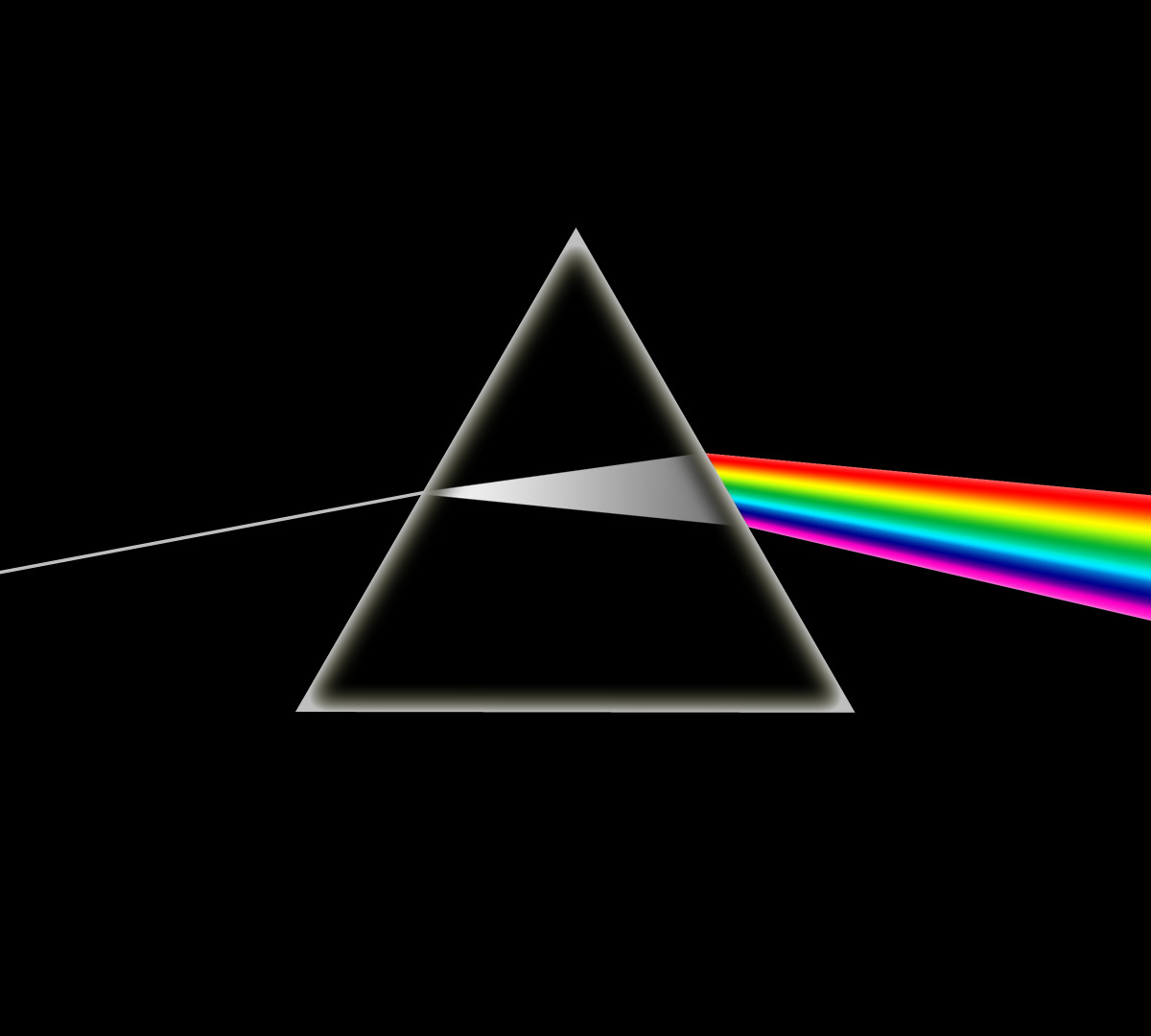
Impressie van de hoes

De hoes van The Dark Side of the Moon is ontworpen door fotograaf Storm Thorgerson van Hipgnosis en George Hardie. Thorgerson bezocht overigens dezelfde school als Roger Waters en Syd Barrett, leiders van de beginnende Pink Floyd.
In de jaren voorafgaand aan het verschijnen van het album was er almaar meer sprake van dat de hoes één geheel moest vormen met de muziek van het album. Er moest sprake zijn van één concept aan muziek en verpakking. Daarbij kwam dat Hipgnosis en Thorgerson (volgens henzelf) niet door het platenlabel EMI waren ingehuurd om de verpakking zo mooi mogelijk te maken om de verkoop te stimuleren, maar door de band om hun gedachtegoed te ondersteunen. Daarbij was de bekendheid met de muziek niet echt noodzakelijk. Thorgerson was wel in de geluidsstudio geweest en wist dus enigszins hoe het album zou gaan klinken, maar dat was het dan. Een van de eerste ontwerpen van het album was een surfer in de stijl van Marvel Comics, maar dat idee werd losgelaten. Uiteindelijk moest er een keus gemaakt worden uit zeven ontwerpen. De band was unaniem.
Er werd gekozen voor het prisma op de voorkant op basis van een foto die Thorgerson had gezien. Dat prisma kwam in omgekeerde vorm terug op de achterkant. Thorgerson kwam op dat idee doordat hij dan een doorlopende wand kon maken in platenwinkels. Het idee van de driehoek kwam uit de lichtshow, de liedteksten en de vraag van Richard Wright voor een "simpel" ontwerp. De platenhoes was een zogenaamde dubbelklapper, en dus kreeg ook de binnenzijde aandacht. Het uitgewaaierde licht loopt vanaf de buitenhoes door naar de binnenhoes en wordt basis van een hartslag. Deze hartslag vormt de basis van de muziek van het hele album. Die binnenhoes loopt dan vervolgens over in de buitenhoes. Behalve de lichtstraal is de uitvoering helemaal zwart.
Gilmour zei later over het album dat de groepsleden hard moesten werken om de ingewikkelde muziek eenvoudig te laten klinken. De platenhoes sluit daarbij aan. Het "simpele" prisma zou miljoenen keren over te toonbank gaan. Een extra onderwerp dat naar voren kwam, was dat in het basisontwerp en uiteindelijk ook op de hoes de naam van de band en de titel van het album ontbrak. De driehoek van het prisma is ook op het label van de lp te zien. Bij sommige cd-versies is die driehoek nog altijd terug te vinden op het label.

## Nummers
- Speak to Me, het openingsnummer, laat gedurende ruim één minuut een hartslag horen, die geleidelijk aan sterker wordt, terwijl ook korte geluidsfragmenten van de nummers die later op het album staan over de hartslag heen echoën. Het einde van het album (Eclipse) is hetzelfde: een enkele hartslag. Hierop echter geen fragmenten van nummers meer, maar uitsluitend een man (Gerry O'Driscoll, de toenmalige portier van de studio) die, héél zacht, de zin "There is no dark side of the moon really, as a matter of fact, it's all dark" uitspreekt. De titel slaat dan ook op al de schaduwrijke periodes in het leven en de zaken die hun schaduw op het leven werpen.

De hartslag keert op het album nog enkele keren terug, als de aanwezigheid van andere instrumenten afneemt, alsof deze constant aanwezig bleef. Ook op het latere album The Wall (1979) keert de hartslag terug.
- Na Speak to Me komt Breathe. Dit nummer, waarmee ook Pink Floyds reünie op Live 8 opende, heeft een traag ritme en een sombere inhoud: "All you touch and all you'll see is all your life will ever be". Speak to Me en Breathe benadrukken samen de wereldlijke en vluchtige elementen van het leven, die met de altijd aanwezige dreiging van waanzin samengaan, en het belang om zijn eigen leven te leiden – "Don't be afraid to care".[4]
- Dit nummer vloeit over in On the Run, een (voor die tijd) experimenteel nummer dat vooral bestaat uit geluiden van een VCS3-synthesizer. Er worden ook veel geluidseffecten gebruikt: de muziek komt afwisselend vanuit het linker- en het rechterkanaal en op de achtergrond zijn geluiden van een luchthaven te horen en de voetstappen en adem van iemand die voortsnelt. Het nummer evoceert de stress en de angst van het moderne reizen, in het bijzonder Wrights vliegangst.[5] Op het einde van het nummer klinkt een muzikale explosie die een vliegtuigcrash verbeeldt.
- Time, het vierde nummer, begint samen met het tikken van een enkele klok. Het is een van de bekendste nummers op het album. Ook hier zijn er geluidseffecten: een kakofonie van klokken en bellen die tegelijkertijd afgaan. Daarna volgt een drumsolo (toen die moest worden opgenomen was er maar één tom aanwezig voor drummer Nick Mason, en dus moest na elke slag de tom herstemd worden om de geluidsverschillen te verkrijgen)[bron?], waarna het nummer echt begint. Na een strofe en een refrein volgt een lange gitaarsolo, waarna er opnieuw een strofe en een refrein komen. De tekst gaat over hoe snel de tijd wel niet gaat, de verloren jeugd en de kortstondigheid van het bestaan. Daarna komt de melodie van Breathe terug. In het albumboekje staat de tekst van deze 'Breathe-reprise' apart aangegeven.
- Het vijfde nummer is The Great Gig in the Sky. Nadat een man zegt niet bang te zijn voor de dood, krijgt de pianoriff gezelschap van de andere instrumenten, waarna Clare Torry begint te zingen. Ze had de opdracht gekregen te improviseren en 'doodsangst' te laten horen in haar stem. De opname die men op de track hoort is - in tegenstelling tot wat dikwijls beweerd wordt - geen pure improvisatie, noch is het de enige opname. In werkelijkheid zong Clare Torry het nummer verscheidene keren in en is het eindresultaat, zoals het op het album terechtkwam, een samenraapsel van stukjes van de verschillende opnames. De titel werd gekozen uit ironie: alsof de dood het hoge, mooie eindpunt van het leven zou zijn. Midden in het nummer zegt Patricia 'Puddie' Watts: "I never said I was frightened of dying". In 2005 klaagde Clare Torry Pink Floyd aan omdat ze geen auteursrechten zou krijgen van dit nummer. De zaak werd in 2005 door het High Court beslecht in het voordeel van Clare Torry, hoewel de details nooit onthuld werden. In alle persingen van het album na 2005 wordt Clare Torry naast Richard Wright vermeld als coauteur.
- Na The Great Gig in the Sky moest men de langspeelplaat omdraaien, en daarom is dit het enige nummer dat niet vlot overgaat in het volgende. Op de recente cd-uitgaven is dit echter aangepast.
- Money, het zesde nummer op het album, was de eerste single van het album. Dit nummer is vooral bekend door de rinkelende kassa waarmee het nummer opent en die de onconventionele maat (7/4) aangeeft. Ook de saxofoonsolo, die halfweg overgaat in een gitaarsolo, is een begrip geworden in de rockmuziek. De gitaarsolo is wel in 4/4-maat, omdat gitarist David Gilmour dat makkelijker soleren vond. De tekst gaat, logischerwijs, over geld: "Money, so they say, is the root of all evil today" (een citaat uit de eerste brief van Paulus aan Timoteüs).
- Us and Them is met een lengte van bijna acht minuten het langste nummer van het album. Het onderwerp is (de zinloosheid van) oorlog. Ook dit nummer bevat een saxofoonsolo en een korte dialooginterventie.
- Any Colour You Like is een instrumentaal nummer, dat dezelfde baslijn heeft als Breathe. Daarom noemen sommigen het simpelweg Breathe 2nd reprise.
- Het negende nummer is Brain Damage. Het nummer, dat de meest klassieke vorm heeft (strofe-refrein-strofe-refrein), handelt over de gevolgen van mentale achteruitgang. Het nummer bevat ook de albumtitel, samen met een verwijzing naar het trieste lot van Pink Floyd-stichter Syd Barrett: "When the band you're in starts playing different tunes, I'll see you on the dark side of the moon".
- Het tiende en laatste nummer op het album is Eclipse. Het is een korte climax, gevolgd door een fade-out van de hartslag.

## The Wizard of Oz
Wanneer het album beluisterd wordt tijdens het kijken van de film The Wizard of Oz zijn er opvallende momenten van synchroniciteit. Deze wordt The Dark Side of the Rainbow, Dark Side of Oz of The Wizard of Floyd genoemd. Er is gesuggereerd dat de gelijkenissen bewust gekozen waren. In een interview met Ultimate Classic Rock deed  Waters de suggestie af als onzin.

## Tracklist
| Nr. | Titel                                | Schrijver(s)                                | Duur |
| --- | ------------------------------------ | ------------------------------------------- | ---- |
| 1.  | Speak to Me                          | Nick Mason                                  | 1:30 |
| 2.  | Breathe                              | Roger Waters, David Gilmour, Richard Wright | 2:43 |
| 3.  | On the Run                           | Gilmour, Waters                             | 3:36 |
| 4.  | Time (inclusief "Breathe (Reprise)") | Mason, Waters, Wright, Gilmour              | 7:01 |
| 5.  | The Great Gig in the Sky             | Wright, Clare Torry                         | 4:36 |

| Nr. | Titel               | Schrijver(s)           | Duur |
| --- | ------------------- | ---------------------- | ---- |
| 1.  | Money               | Waters                 | 6:22 |
| 2.  | Us and Them         | Waters, Wright         | 7:46 |
| 3.  | Any Colour You Like | Gilmour, Mason, Wright | 3:25 |
| 4.  | Brain Damage        | Waters                 | 3:48 |
| 5.  | Eclipse             | Waters                 | 2:03 |

## Hitnoteringen

### NederlandseAlbum Top 100
| Hitnotering: (Week 1 t/m 13) 24-03-1973 t/m 16-06-1973 Hitnotering: (Week 14 t/m 21) 10-04-1993 t/m 29-05-1993 Hitnotering: (Week 22 t/m 30) 12-04-2003 t/m 07-06-2003 Hitnotering: (Week 31 t/m 34) 01-10-2011 t/m 22-10-2011 Hitnotering: (Week 35) 07-04-2012 Hitnotering: (Week 36) 05-01-2013 Hitnotering: (Week 37) 12-11-2016 Hitnotering: (Week 38) 07-01-2017 Hitnotering: (Week 39 en 40) 30-12-2017 t/m 06-01-2018 | Hitnotering: (Week 1 t/m 13) 24-03-1973 t/m 16-06-1973 Hitnotering: (Week 14 t/m 21) 10-04-1993 t/m 29-05-1993 Hitnotering: (Week 22 t/m 30) 12-04-2003 t/m 07-06-2003 Hitnotering: (Week 31 t/m 34) 01-10-2011 t/m 22-10-2011 Hitnotering: (Week 35) 07-04-2012 Hitnotering: (Week 36) 05-01-2013 Hitnotering: (Week 37) 12-11-2016 Hitnotering: (Week 38) 07-01-2017 Hitnotering: (Week 39 en 40) 30-12-2017 t/m 06-01-2018 | Hitnotering: (Week 1 t/m 13) 24-03-1973 t/m 16-06-1973 Hitnotering: (Week 14 t/m 21) 10-04-1993 t/m 29-05-1993 Hitnotering: (Week 22 t/m 30) 12-04-2003 t/m 07-06-2003 Hitnotering: (Week 31 t/m 34) 01-10-2011 t/m 22-10-2011 Hitnotering: (Week 35) 07-04-2012 Hitnotering: (Week 36) 05-01-2013 Hitnotering: (Week 37) 12-11-2016 Hitnotering: (Week 38) 07-01-2017 Hitnotering: (Week 39 en 40) 30-12-2017 t/m 06-01-2018 | Hitnotering: (Week 1 t/m 13) 24-03-1973 t/m 16-06-1973 Hitnotering: (Week 14 t/m 21) 10-04-1993 t/m 29-05-1993 Hitnotering: (Week 22 t/m 30) 12-04-2003 t/m 07-06-2003 Hitnotering: (Week 31 t/m 34) 01-10-2011 t/m 22-10-2011 Hitnotering: (Week 35) 07-04-2012 Hitnotering: (Week 36) 05-01-2013 Hitnotering: (Week 37) 12-11-2016 Hitnotering: (Week 38) 07-01-2017 Hitnotering: (Week 39 en 40) 30-12-2017 t/m 06-01-2018 | Hitnotering: (Week 1 t/m 13) 24-03-1973 t/m 16-06-1973 Hitnotering: (Week 14 t/m 21) 10-04-1993 t/m 29-05-1993 Hitnotering: (Week 22 t/m 30) 12-04-2003 t/m 07-06-2003 Hitnotering: (Week 31 t/m 34) 01-10-2011 t/m 22-10-2011 Hitnotering: (Week 35) 07-04-2012 Hitnotering: (Week 36) 05-01-2013 Hitnotering: (Week 37) 12-11-2016 Hitnotering: (Week 38) 07-01-2017 Hitnotering: (Week 39 en 40) 30-12-2017 t/m 06-01-2018 | Hitnotering: (Week 1 t/m 13) 24-03-1973 t/m 16-06-1973 Hitnotering: (Week 14 t/m 21) 10-04-1993 t/m 29-05-1993 Hitnotering: (Week 22 t/m 30) 12-04-2003 t/m 07-06-2003 Hitnotering: (Week 31 t/m 34) 01-10-2011 t/m 22-10-2011 Hitnotering: (Week 35) 07-04-2012 Hitnotering: (Week 36) 05-01-2013 Hitnotering: (Week 37) 12-11-2016 Hitnotering: (Week 38) 07-01-2017 Hitnotering: (Week 39 en 40) 30-12-2017 t/m 06-01-2018 | Hitnotering: (Week 1 t/m 13) 24-03-1973 t/m 16-06-1973 Hitnotering: (Week 14 t/m 21) 10-04-1993 t/m 29-05-1993 Hitnotering: (Week 22 t/m 30) 12-04-2003 t/m 07-06-2003 Hitnotering: (Week 31 t/m 34) 01-10-2011 t/m 22-10-2011 Hitnotering: (Week 35) 07-04-2012 Hitnotering: (Week 36) 05-01-2013 Hitnotering: (Week 37) 12-11-2016 Hitnotering: (Week 38) 07-01-2017 Hitnotering: (Week 39 en 40) 30-12-2017 t/m 06-01-2018 | Hitnotering: (Week 1 t/m 13) 24-03-1973 t/m 16-06-1973 Hitnotering: (Week 14 t/m 21) 10-04-1993 t/m 29-05-1993 Hitnotering: (Week 22 t/m 30) 12-04-2003 t/m 07-06-2003 Hitnotering: (Week 31 t/m 34) 01-10-2011 t/m 22-10-2011 Hitnotering: (Week 35) 07-04-2012 Hitnotering: (Week 36) 05-01-2013 Hitnotering: (Week 37) 12-11-2016 Hitnotering: (Week 38) 07-01-2017 Hitnotering: (Week 39 en 40) 30-12-2017 t/m 06-01-2018 | Hitnotering: (Week 1 t/m 13) 24-03-1973 t/m 16-06-1973 Hitnotering: (Week 14 t/m 21) 10-04-1993 t/m 29-05-1993 Hitnotering: (Week 22 t/m 30) 12-04-2003 t/m 07-06-2003 Hitnotering: (Week 31 t/m 34) 01-10-2011 t/m 22-10-2011 Hitnotering: (Week 35) 07-04-2012 Hitnotering: (Week 36) 05-01-2013 Hitnotering: (Week 37) 12-11-2016 Hitnotering: (Week 38) 07-01-2017 Hitnotering: (Week 39 en 40) 30-12-2017 t/m 06-01-2018 | Hitnotering: (Week 1 t/m 13) 24-03-1973 t/m 16-06-1973 Hitnotering: (Week 14 t/m 21) 10-04-1993 t/m 29-05-1993 Hitnotering: (Week 22 t/m 30) 12-04-2003 t/m 07-06-2003 Hitnotering: (Week 31 t/m 34) 01-10-2011 t/m 22-10-2011 Hitnotering: (Week 35) 07-04-2012 Hitnotering: (Week 36) 05-01-2013 Hitnotering: (Week 37) 12-11-2016 Hitnotering: (Week 38) 07-01-2017 Hitnotering: (Week 39 en 40) 30-12-2017 t/m 06-01-2018 | Hitnotering: (Week 1 t/m 13) 24-03-1973 t/m 16-06-1973 Hitnotering: (Week 14 t/m 21) 10-04-1993 t/m 29-05-1993 Hitnotering: (Week 22 t/m 30) 12-04-2003 t/m 07-06-2003 Hitnotering: (Week 31 t/m 34) 01-10-2011 t/m 22-10-2011 Hitnotering: (Week 35) 07-04-2012 Hitnotering: (Week 36) 05-01-2013 Hitnotering: (Week 37) 12-11-2016 Hitnotering: (Week 38) 07-01-2017 Hitnotering: (Week 39 en 40) 30-12-2017 t/m 06-01-2018 | Hitnotering: (Week 1 t/m 13) 24-03-1973 t/m 16-06-1973 Hitnotering: (Week 14 t/m 21) 10-04-1993 t/m 29-05-1993 Hitnotering: (Week 22 t/m 30) 12-04-2003 t/m 07-06-2003 Hitnotering: (Week 31 t/m 34) 01-10-2011 t/m 22-10-2011 Hitnotering: (Week 35) 07-04-2012 Hitnotering: (Week 36) 05-01-2013 Hitnotering: (Week 37) 12-11-2016 Hitnotering: (Week 38) 07-01-2017 Hitnotering: (Week 39 en 40) 30-12-2017 t/m 06-01-2018 | Hitnotering: (Week 1 t/m 13) 24-03-1973 t/m 16-06-1973 Hitnotering: (Week 14 t/m 21) 10-04-1993 t/m 29-05-1993 Hitnotering: (Week 22 t/m 30) 12-04-2003 t/m 07-06-2003 Hitnotering: (Week 31 t/m 34) 01-10-2011 t/m 22-10-2011 Hitnotering: (Week 35) 07-04-2012 Hitnotering: (Week 36) 05-01-2013 Hitnotering: (Week 37) 12-11-2016 Hitnotering: (Week 38) 07-01-2017 Hitnotering: (Week 39 en 40) 30-12-2017 t/m 06-01-2018 | Hitnotering: (Week 1 t/m 13) 24-03-1973 t/m 16-06-1973 Hitnotering: (Week 14 t/m 21) 10-04-1993 t/m 29-05-1993 Hitnotering: (Week 22 t/m 30) 12-04-2003 t/m 07-06-2003 Hitnotering: (Week 31 t/m 34) 01-10-2011 t/m 22-10-2011 Hitnotering: (Week 35) 07-04-2012 Hitnotering: (Week 36) 05-01-2013 Hitnotering: (Week 37) 12-11-2016 Hitnotering: (Week 38) 07-01-2017 Hitnotering: (Week 39 en 40) 30-12-2017 t/m 06-01-2018 | Hitnotering: (Week 1 t/m 13) 24-03-1973 t/m 16-06-1973 Hitnotering: (Week 14 t/m 21) 10-04-1993 t/m 29-05-1993 Hitnotering: (Week 22 t/m 30) 12-04-2003 t/m 07-06-2003 Hitnotering: (Week 31 t/m 34) 01-10-2011 t/m 22-10-2011 Hitnotering: (Week 35) 07-04-2012 Hitnotering: (Week 36) 05-01-2013 Hitnotering: (Week 37) 12-11-2016 Hitnotering: (Week 38) 07-01-2017 Hitnotering: (Week 39 en 40) 30-12-2017 t/m 06-01-2018 | Hitnotering: (Week 1 t/m 13) 24-03-1973 t/m 16-06-1973 Hitnotering: (Week 14 t/m 21) 10-04-1993 t/m 29-05-1993 Hitnotering: (Week 22 t/m 30) 12-04-2003 t/m 07-06-2003 Hitnotering: (Week 31 t/m 34) 01-10-2011 t/m 22-10-2011 Hitnotering: (Week 35) 07-04-2012 Hitnotering: (Week 36) 05-01-2013 Hitnotering: (Week 37) 12-11-2016 Hitnotering: (Week 38) 07-01-2017 Hitnotering: (Week 39 en 40) 30-12-2017 t/m 06-01-2018 | Hitnotering: (Week 1 t/m 13) 24-03-1973 t/m 16-06-1973 Hitnotering: (Week 14 t/m 21) 10-04-1993 t/m 29-05-1993 Hitnotering: (Week 22 t/m 30) 12-04-2003 t/m 07-06-2003 Hitnotering: (Week 31 t/m 34) 01-10-2011 t/m 22-10-2011 Hitnotering: (Week 35) 07-04-2012 Hitnotering: (Week 36) 05-01-2013 Hitnotering: (Week 37) 12-11-2016 Hitnotering: (Week 38) 07-01-2017 Hitnotering: (Week 39 en 40) 30-12-2017 t/m 06-01-2018 | Hitnotering: (Week 1 t/m 13) 24-03-1973 t/m 16-06-1973 Hitnotering: (Week 14 t/m 21) 10-04-1993 t/m 29-05-1993 Hitnotering: (Week 22 t/m 30) 12-04-2003 t/m 07-06-2003 Hitnotering: (Week 31 t/m 34) 01-10-2011 t/m 22-10-2011 Hitnotering: (Week 35) 07-04-2012 Hitnotering: (Week 36) 05-01-2013 Hitnotering: (Week 37) 12-11-2016 Hitnotering: (Week 38) 07-01-2017 Hitnotering: (Week 39 en 40) 30-12-2017 t/m 06-01-2018 | Hitnotering: (Week 1 t/m 13) 24-03-1973 t/m 16-06-1973 Hitnotering: (Week 14 t/m 21) 10-04-1993 t/m 29-05-1993 Hitnotering: (Week 22 t/m 30) 12-04-2003 t/m 07-06-2003 Hitnotering: (Week 31 t/m 34) 01-10-2011 t/m 22-10-2011 Hitnotering: (Week 35) 07-04-2012 Hitnotering: (Week 36) 05-01-2013 Hitnotering: (Week 37) 12-11-2016 Hitnotering: (Week 38) 07-01-2017 Hitnotering: (Week 39 en 40) 30-12-2017 t/m 06-01-2018 | Hitnotering: (Week 1 t/m 13) 24-03-1973 t/m 16-06-1973 Hitnotering: (Week 14 t/m 21) 10-04-1993 t/m 29-05-1993 Hitnotering: (Week 22 t/m 30) 12-04-2003 t/m 07-06-2003 Hitnotering: (Week 31 t/m 34) 01-10-2011 t/m 22-10-2011 Hitnotering: (Week 35) 07-04-2012 Hitnotering: (Week 36) 05-01-2013 Hitnotering: (Week 37) 12-11-2016 Hitnotering: (Week 38) 07-01-2017 Hitnotering: (Week 39 en 40) 30-12-2017 t/m 06-01-2018 | Hitnotering: (Week 1 t/m 13) 24-03-1973 t/m 16-06-1973 Hitnotering: (Week 14 t/m 21) 10-04-1993 t/m 29-05-1993 Hitnotering: (Week 22 t/m 30) 12-04-2003 t/m 07-06-2003 Hitnotering: (Week 31 t/m 34) 01-10-2011 t/m 22-10-2011 Hitnotering: (Week 35) 07-04-2012 Hitnotering: (Week 36) 05-01-2013 Hitnotering: (Week 37) 12-11-2016 Hitnotering: (Week 38) 07-01-2017 Hitnotering: (Week 39 en 40) 30-12-2017 t/m 06-01-2018 | Hitnotering: (Week 1 t/m 13) 24-03-1973 t/m 16-06-1973 Hitnotering: (Week 14 t/m 21) 10-04-1993 t/m 29-05-1993 Hitnotering: (Week 22 t/m 30) 12-04-2003 t/m 07-06-2003 Hitnotering: (Week 31 t/m 34) 01-10-2011 t/m 22-10-2011 Hitnotering: (Week 35) 07-04-2012 Hitnotering: (Week 36) 05-01-2013 Hitnotering: (Week 37) 12-11-2016 Hitnotering: (Week 38) 07-01-2017 Hitnotering: (Week 39 en 40) 30-12-2017 t/m 06-01-2018 | Hitnotering: (Week 1 t/m 13) 24-03-1973 t/m 16-06-1973 Hitnotering: (Week 14 t/m 21) 10-04-1993 t/m 29-05-1993 Hitnotering: (Week 22 t/m 30) 12-04-2003 t/m 07-06-2003 Hitnotering: (Week 31 t/m 34) 01-10-2011 t/m 22-10-2011 Hitnotering: (Week 35) 07-04-2012 Hitnotering: (Week 36) 05-01-2013 Hitnotering: (Week 37) 12-11-2016 Hitnotering: (Week 38) 07-01-2017 Hitnotering: (Week 39 en 40) 30-12-2017 t/m 06-01-2018 | Hitnotering: (Week 1 t/m 13) 24-03-1973 t/m 16-06-1973 Hitnotering: (Week 14 t/m 21) 10-04-1993 t/m 29-05-1993 Hitnotering: (Week 22 t/m 30) 12-04-2003 t/m 07-06-2003 Hitnotering: (Week 31 t/m 34) 01-10-2011 t/m 22-10-2011 Hitnotering: (Week 35) 07-04-2012 Hitnotering: (Week 36) 05-01-2013 Hitnotering: (Week 37) 12-11-2016 Hitnotering: (Week 38) 07-01-2017 Hitnotering: (Week 39 en 40) 30-12-2017 t/m 06-01-2018 | Hitnotering: (Week 1 t/m 13) 24-03-1973 t/m 16-06-1973 Hitnotering: (Week 14 t/m 21) 10-04-1993 t/m 29-05-1993 Hitnotering: (Week 22 t/m 30) 12-04-2003 t/m 07-06-2003 Hitnotering: (Week 31 t/m 34) 01-10-2011 t/m 22-10-2011 Hitnotering: (Week 35) 07-04-2012 Hitnotering: (Week 36) 05-01-2013 Hitnotering: (Week 37) 12-11-2016 Hitnotering: (Week 38) 07-01-2017 Hitnotering: (Week 39 en 40) 30-12-2017 t/m 06-01-2018 | Hitnotering: (Week 1 t/m 13) 24-03-1973 t/m 16-06-1973 Hitnotering: (Week 14 t/m 21) 10-04-1993 t/m 29-05-1993 Hitnotering: (Week 22 t/m 30) 12-04-2003 t/m 07-06-2003 Hitnotering: (Week 31 t/m 34) 01-10-2011 t/m 22-10-2011 Hitnotering: (Week 35) 07-04-2012 Hitnotering: (Week 36) 05-01-2013 Hitnotering: (Week 37) 12-11-2016 Hitnotering: (Week 38) 07-01-2017 Hitnotering: (Week 39 en 40) 30-12-2017 t/m 06-01-2018 |
| Week: | 1 | 2 | 3 | 4 | 5 | 6 | 7 | 8 | 9 | 10 | 11 | 12 | 13 | | 14 | 15 | 16 | 17 | 18 | 19 | 20 | 21 | | 22 | 23 |
| --- | --- | --- | --- | --- | --- | --- | --- | --- | --- | --- | --- | --- | --- | --- | --- | --- | --- | --- | --- | --- | --- | --- | --- | --- | --- |
| Positie: | 9 | 5 | 4 | 4 | 4 | 4 | 5 | 4 | 12 | 15 | 19 | 16 | 17 | uit | 70 | 44 | 44 | 57 | 72 | 75 | 95 | 90 | uit | 54 | 40 |
| Week: | 24 | 25 | 26 | 27 | 28 | 29 | 30 | | 31 | 32 | 33 | 34 | | 35 | | 36 | | 37 | | 38 | | 39 | 40 | | |
| Positie: | 30 | 34 | 45 | 55 | 73 | 85 | 91 | uit | 19 | 40 | 52 | 63 | uit | 67 | uit | 91 | uit | 64 | uit | 93 | uit | 98 | 100 | uit | |

### VlaamseUltratop 100Albums
In de Vlaamse Ultratop 100 Albumlijst werden de noteringen van het originele album uit 1973 en de "experience edition" uit 2011 niet bij elkaar opgeteld.

#### The Dark Side of the Moon
| Hitnotering: (Week 1 t/m 3) 19-04-2003 t/m 03-05-2003 Hitnotering: (Week 4 t/m 7) 05-08-2006 t/m 26-08-2006 Hitnotering: (Week 8 t/m 24) 05-01-2019 t/m heden | Hitnotering: (Week 1 t/m 3) 19-04-2003 t/m 03-05-2003 Hitnotering: (Week 4 t/m 7) 05-08-2006 t/m 26-08-2006 Hitnotering: (Week 8 t/m 24) 05-01-2019 t/m heden | Hitnotering: (Week 1 t/m 3) 19-04-2003 t/m 03-05-2003 Hitnotering: (Week 4 t/m 7) 05-08-2006 t/m 26-08-2006 Hitnotering: (Week 8 t/m 24) 05-01-2019 t/m heden | Hitnotering: (Week 1 t/m 3) 19-04-2003 t/m 03-05-2003 Hitnotering: (Week 4 t/m 7) 05-08-2006 t/m 26-08-2006 Hitnotering: (Week 8 t/m 24) 05-01-2019 t/m heden | Hitnotering: (Week 1 t/m 3) 19-04-2003 t/m 03-05-2003 Hitnotering: (Week 4 t/m 7) 05-08-2006 t/m 26-08-2006 Hitnotering: (Week 8 t/m 24) 05-01-2019 t/m heden | Hitnotering: (Week 1 t/m 3) 19-04-2003 t/m 03-05-2003 Hitnotering: (Week 4 t/m 7) 05-08-2006 t/m 26-08-2006 Hitnotering: (Week 8 t/m 24) 05-01-2019 t/m heden | Hitnotering: (Week 1 t/m 3) 19-04-2003 t/m 03-05-2003 Hitnotering: (Week 4 t/m 7) 05-08-2006 t/m 26-08-2006 Hitnotering: (Week 8 t/m 24) 05-01-2019 t/m heden | Hitnotering: (Week 1 t/m 3) 19-04-2003 t/m 03-05-2003 Hitnotering: (Week 4 t/m 7) 05-08-2006 t/m 26-08-2006 Hitnotering: (Week 8 t/m 24) 05-01-2019 t/m heden | Hitnotering: (Week 1 t/m 3) 19-04-2003 t/m 03-05-2003 Hitnotering: (Week 4 t/m 7) 05-08-2006 t/m 26-08-2006 Hitnotering: (Week 8 t/m 24) 05-01-2019 t/m heden | Hitnotering: (Week 1 t/m 3) 19-04-2003 t/m 03-05-2003 Hitnotering: (Week 4 t/m 7) 05-08-2006 t/m 26-08-2006 Hitnotering: (Week 8 t/m 24) 05-01-2019 t/m heden | Hitnotering: (Week 1 t/m 3) 19-04-2003 t/m 03-05-2003 Hitnotering: (Week 4 t/m 7) 05-08-2006 t/m 26-08-2006 Hitnotering: (Week 8 t/m 24) 05-01-2019 t/m heden | Hitnotering: (Week 1 t/m 3) 19-04-2003 t/m 03-05-2003 Hitnotering: (Week 4 t/m 7) 05-08-2006 t/m 26-08-2006 Hitnotering: (Week 8 t/m 24) 05-01-2019 t/m heden | Hitnotering: (Week 1 t/m 3) 19-04-2003 t/m 03-05-2003 Hitnotering: (Week 4 t/m 7) 05-08-2006 t/m 26-08-2006 Hitnotering: (Week 8 t/m 24) 05-01-2019 t/m heden | Hitnotering: (Week 1 t/m 3) 19-04-2003 t/m 03-05-2003 Hitnotering: (Week 4 t/m 7) 05-08-2006 t/m 26-08-2006 Hitnotering: (Week 8 t/m 24) 05-01-2019 t/m heden | Hitnotering: (Week 1 t/m 3) 19-04-2003 t/m 03-05-2003 Hitnotering: (Week 4 t/m 7) 05-08-2006 t/m 26-08-2006 Hitnotering: (Week 8 t/m 24) 05-01-2019 t/m heden | Hitnotering: (Week 1 t/m 3) 19-04-2003 t/m 03-05-2003 Hitnotering: (Week 4 t/m 7) 05-08-2006 t/m 26-08-2006 Hitnotering: (Week 8 t/m 24) 05-01-2019 t/m heden | Hitnotering: (Week 1 t/m 3) 19-04-2003 t/m 03-05-2003 Hitnotering: (Week 4 t/m 7) 05-08-2006 t/m 26-08-2006 Hitnotering: (Week 8 t/m 24) 05-01-2019 t/m heden | Hitnotering: (Week 1 t/m 3) 19-04-2003 t/m 03-05-2003 Hitnotering: (Week 4 t/m 7) 05-08-2006 t/m 26-08-2006 Hitnotering: (Week 8 t/m 24) 05-01-2019 t/m heden | Hitnotering: (Week 1 t/m 3) 19-04-2003 t/m 03-05-2003 Hitnotering: (Week 4 t/m 7) 05-08-2006 t/m 26-08-2006 Hitnotering: (Week 8 t/m 24) 05-01-2019 t/m heden | Hitnotering: (Week 1 t/m 3) 19-04-2003 t/m 03-05-2003 Hitnotering: (Week 4 t/m 7) 05-08-2006 t/m 26-08-2006 Hitnotering: (Week 8 t/m 24) 05-01-2019 t/m heden | Hitnotering: (Week 1 t/m 3) 19-04-2003 t/m 03-05-2003 Hitnotering: (Week 4 t/m 7) 05-08-2006 t/m 26-08-2006 Hitnotering: (Week 8 t/m 24) 05-01-2019 t/m heden |
| Week: | 1 | 2 | 3 | | 4 | 5 | 6 | 7 | | 8 | 9 | 10 | 11 | 12 | 13 | 14 | 15 | 16 | 17 | 18 |
| --- | --- | --- | --- | --- | --- | --- | --- | --- | --- | --- | --- | --- | --- | --- | --- | --- | --- | --- | --- | --- |
| Positie: | 43 | 42 | 43 | uit | 55 | 64 | 80 | 100 | uit | 118 | 72 | 97 | 197 | 92 | 89 | 62 | 65 | 108 | 125 | 104 |
| Week: | 19 | 20 | 21 | 22 | 23 | 24 | | | | | | | | | | | | | | |
| Positie: | 163 | 190 | 153 | 99 | 101 | 101 | | | | | | | | | | | | | | |

#### The Dark Side of the Moon - Experience Edition
| Hitnotering: 01-10-2011 t/m 29-10-2011 | Hitnotering: 01-10-2011 t/m 29-10-2011 | Hitnotering: 01-10-2011 t/m 29-10-2011 | Hitnotering: 01-10-2011 t/m 29-10-2011 | Hitnotering: 01-10-2011 t/m 29-10-2011 | Hitnotering: 01-10-2011 t/m 29-10-2011 | Hitnotering: 01-10-2011 t/m 29-10-2011 |
| Week:                                  | 1                                      | 2                                      | 3                                      | 4                                      | 5                                      |                                        |
| -------------------------------------- | -------------------------------------- | -------------------------------------- | -------------------------------------- | -------------------------------------- | -------------------------------------- | -------------------------------------- |
| Positie:                               | 32                                     | 16                                     | 21                                     | 39                                     | 60                                     | uit                                    |

Speak to Me ·
Breathe ·
On the Run ·
Time ·
The Great Gig in the Sky ·
Money ·
Us and Them ·
Any Colour You Like ·
Brain Damage ·
Eclipse
Nummers van Pink Floyd